# Vault-de-Lugny
 Vault-de-Lugny  es una comuna y población de Francia, en la región de Borgoña, departamento de Yonne, en el distrito y cantón de Avallon.
Su población en el censo de 1999 era de 328 habitantes.
Está integrada en la Communauté de communes de l'Avallonnais .

## Demografía
| 398 | 378 | 334 | 322 | 320 | 328 |
| Para los censos de 1962 a 1999 la población legal corresponde a la población sin duplicidades (Fuente: INSEE [Consultar]) |     |     |     |     |     |